# Eulophia pauciflora
Eulophia pauciflora är en orkidéart som beskrevs av André Guillaumin. Eulophia pauciflora ingår i släktet Eulophia och familjen orkidéer. Inga underarter finns listade i Catalogue of Life.